# 童华 (山阴人)
童华（1675年—1739年），字心朴，浙江山阴人。清朝政治人物。

## 生平
童华于雍正初年任平山县知县。后升真定府知府，代理按察使。又调苏州府知府。时值朝廷下令追缴税银，江苏巡抚四处抓人，百姓苦不堪言。在童华的请求下，巡抚最终释放了被关押的千余人。童华秉性耿直，某次浙江总督李卫前来苏州抓人，童华因没有公文而拒绝配合，因此遭李卫怨恨。李卫颇受雍正帝重用，雍正帝听闻此事后便召见童华，指责他沽名钓誉。童华以“臣竭力为国，近沽名；实心为民，近干誉”作为回答消解了雍正帝的怨气，被调往陕西任知府。署理肃州期间他因忤逆巡抚而被弹劾罢官。乾隆元年，重新被起用为福州府知府。不久调任漳州府知府。后又被弹劾而罢官回家。数年后去世。

## 延伸阅读
[在维基数据编辑]
 《清史稿·卷477》，出自趙爾巽《清史稿》